# Venezillo tanneri
Venezillo tanneri är en kräftdjursart som först beskrevs av Stanley B. Mulaik 1942.  Venezillo tanneri ingår i släktet Venezillo och familjen Armadillidae. Inga underarter finns listade i Catalogue of Life.